# Senecio tenuiflorus
Senecio tenuiflorus là một loài thực vật có hoa trong họ Cúc. Loài này được (DC.) Sieber ex Sch.Bip. miêu tả khoa học đầu tiên năm 1845.